# Wolff Jakob Lauffensteiner
Wolff Jakob Lauffensteiner (auch Wolff Jacob Lauffensteiner; * 28. April 1676 in Steyr, Oberösterreich; † 26. März 1754 in München, Bayern) war ein österreichischer Musiker und Komponist.

## Leben
Lauffensteiner wurde in seiner Kindheit von seinem gleichnamigen Vater, der in Steyr als Türmer angestellt war, musikalisch ausgebildet. Nachdem er nachweisbar 1709 in Graz als Lautenist tätig gewesen war, trat er im Jahr 1712 in kurbayerische Dienste. Dort war er zunächst Kammerdiener und Musiklehrer der Prinzen während ihrer Internierung in Graz, bevor er ab 1715 in alleinigen Diensten des Prinzen Ferdinand Maria Innozenz von Bayern stand. Diesem folgte Lauffensteiner auf zahlreiche Reisen und Feldzüge. Nach dem Tod Ferdinands im Jahr 1738 wurde er pensioniert.

## Musikalische Arbeit
Neben seinen Tätigkeiten als Musiklehrer und Kammerdiener komponierte Lauffensteiner Kammersinfonien, Lautenkonzerte und Solostücke für die Laute, von denen nur letztere erhalten zu sein scheinen. Diese erschuf der Komponist wohl anfangs für den eigenen Gebrauch und mit der Zeit vermehrt auch für pädagogische und kammermusikalische Zwecke. In seinem Musikstil orientierte er sich an den damaligen Vorbildern aus Wien und Italien.